# یو جیم-یوئن
یو جیم-یوئن (انگلیسی: Yu Jim-yuen; ۵ سپتامبر ۱۹۰۵ – ۸ سپتامبر ۱۹۹۷) مدرس بازیگری اهل هنگ کنگ بود.
او یکی از استادان مشهور «مدارس اپرای پکن» بود که بسیاری از هنرپیشگان مشهور هنگ کنگ و چین در آنجا تحصیل کرده‌اند.